# Yoon Seo
Yoon Seo (en hangul, 윤서; nombre de nacimiento Jo Yoon-seo) es una actriz surcoreana.

## Filmografía

### Series de televisión
| Año     | Título                     | Papel                   | Canal     | Ref.        |
| ------- | -------------------------- | ----------------------- | --------- | ----------- |
| 2012    | The Birth of a Family      | Ma Ye-ri                | SBS       |             |
| 2013    | Dating Agency: Cyrano      | Min Se-kyung (ep. 3-5)  | tvN       |             |
| 2013    | Reply 1994                 | Cha Ae-jung (ep.18-19)  | tvN       |             |
| 2014    | Jang Bo-Ri is Here!        | Jo Soo-yeon             | MBC       |             |
| 2014    | Tears of Heaven            | Jin Je-in               | MBN       |             |
| 2015    | Love on a Rooftop          | Yoon Seung-ah           | KBS2      |             |
| 2016    | Mystery Freshman           | Hye-jung                | SBS       |             |
| 2016    | Entertainer                | Lee Ji-young            | SBS       |             |
| 2016    | Person Who Gives Happiness | Lee So-jung / Im Eun-ah | MBC       |             |
| 2018    | Grand Prince               | Jung Seol-hwa           | TV Chosun | [ 3 ]       |
| 2021    | Mine                       | Oh Soo-young            | tvN       |             |
| 2023-24 | De vuelta en Samdal-ri     | Bang Eun-ju             | JTBC      | [ 4 ] [ 5 ] |

### Películas
| Año  | Título              | Rol               | Notas        | Ref.        |
| ---- | ------------------- | ----------------- | ------------ | ----------- |
| 2007 | Off Road            | Mi-Jung           |              |             |
| 2014 | Lock&Lock Astrology |                   | Cortometraje |             |
| 2017 | The Way             | nieta de Sang-Bum |              |             |
| 2022 | In Our Prime        | Park Bo-ram       |              | [ 6 ] [ 7 ] |
| 2022 | The Night Owl       | Kang Bin          |              | [ 8 ] [ 9 ] |

## Premios y nominaciones
| Año  | Premios    | Categoría               | Papel             | Resultado | Ref.   |
| ---- | ---------- | ----------------------- | ----------------- | --------- | ------ |
| 2015 | KBS Drama  | Mejor actriz revelación | Love on a Rooftop | Nominada  |        |
| 2022 | Grand Bell | Mejor actriz revelación | In Our Prime      | Nominada  | [ 10 ] |
| 2022 | Grand Bell | Premio Nueva Ola        | In Our Prime      | Ganadora  | [ 11 ] |